# 阿瀬川橋
阿瀬川橋（あせがわばし）は、兵庫県豊岡市日高町栗山にある橋である。

## 概要
1936年（昭和11）に造られた但馬初のコンクリート橋である。南側の欄干に「昭和十一年十一月架」と刻まれている。

## その他
阿瀬川橋が建設された当時の付近一帯は三方村に属していた。
阿瀬川橋の南（下流側）には新川橋（北緯35度27分06.2秒 東経134度43分20.0秒 / 北緯35.451722度 東経134.722222度）もあり、「昭和十二年三月架」と刻まれている。

## 交通アクセス
- 山陰本線江原駅西口からイナカー金谷・知見方面行に乗り「三方コミセン」で下車、徒歩1分（土日祝は運休）。

## 周辺情報

### 北側（阿瀬川左岸）
- 三方地区コミュニティセンター
- 栗山郵便局

### 南側（阿瀬川右岸）
- 栗山区公民館
- 三方村道路元標